# Jamaicanattskärra
Jamaicanattskärra (Siphonorhis americana) är en troligen utdöd fågel i familjen nattskärror.

## Utseende
Jamaicanattskärra är en liten, långstjärtad nattskärra, 24 cm lång. Den är överlag marmorerat mörkbrun med smal vit hakfläck och rödbrun svartvitfläckad nacke. Stjärten är lång, ordentligt längre än vingspetsarna på sittande fågel, vitspetsad hos hanen och gulbrun hos honan. Läten är okända.

## Utbredning
Fågeln har sin utbredning på Jamaica men har inte setts med säkerhet sedan 1860. Fem exemplar ska ha insamlats, varav fyra har kunnat lokaliserats. Tre av dem härrör från låglänta delar på södra av sidan av ön. Nyligen har det dock rapporterats om nattskärror i området kring Milk River och Hellshire Hills som inte passar in på någon annan skärrart som förekommer på ön.

## Ekologi
Södra sidan av Jamaica är torrare, vilket antyder att arten förekommer (eller förekom) antingen i torra kalkstensskogar, halvarida skogsområden eller öppna landskap på låg höjd. Antagligen häckar den på marken.

## Status och hot
Internationella naturvårdsunionen IUCN kategoriserar arten som akut hotad (med tillägget möjligen utdöd) trots att den inte med säkerhet har setts på över 150 år. Anledningen är de sentida obekräftade rapporterna och möjligheten att undersökningar helt enkelt missat denna nattliga och svårsedda art. Man tror att introducerade rovdjur är huvudorsaken till jamaicanattskärrans försvinnande. Mungon fördes in i landet 1872. Innan dess antas råttor ha varit bidragande. Eftersom det är osäkert vilken habitat jamaicanattskärran levde i är det svårt att bedöma inverkan av habitatförstörelse.